# Tortefontaine
Tortefontaine là một xã ở tỉnh Pas-de-Calais, vùng Hauts-de-France của Pháp.

## Địa lý
Tortefontaine lies về phía tây nam của Hesdin, trên đường D136 với Varnette, một sông nhánh nhỏ của sông Authie.

## Dân số
| 1962                                                         | 1968 | 1975 | 1982 | 1990 | 1999 | 2006 |
| ------------------------------------------------------------ | ---- | ---- | ---- | ---- | ---- | ---- |
| 259                                                          | 285  | 225  | 258  | 216  | 231  | 238  |
| Số liệu điều tra dân số từ năm 1962: Dân số không tính trùng |      |      |      |      |      |      |